# 凯尔布尔县

凯尔布尔县

凯尔布尔县(乌尔都语: ضلع خیر پور)，巴基斯坦信德省的一个县，位于该省北部。总面积15,910 km2 ，1,515,000(1998)。行政中心位于凯尔布尔市。

## 行政区划
凯尔布尔县分为8个乡。